# Championnat d'Espagne de football de deuxième division 1949-1950
Navigation
Segunda División 1948-1949 Segunda División 1950-1951
Le championnat d'Espagne de football de deuxième division 1949-1950 est la 19e édition du championnat. Organisé par la Fédération royale espagnole de football, le championnat se déroule du 4 septembre 1949 au 23 avril 1950, la phase de promotion se déroule du 28 mai 1950 au 25 juin 1950, les barrages de promotion se déroulent le 2 juillet 1950 et les barrages de relégation se déroulent les 9 et 11 juillet 1950.
La compétition est remportée, pour la première fois, par le Real Santander SD, qui devance, lors de la phase de promotion, l'UD Lérida de trois points. Ces deux clubs sont promus en première division. Alors que les deux clubs suivant, à savoir le Real Murcie et le CD Alcoyano, affrontent les deux derniers de première division, lors d'un barrage en match unique, pour tenter de les imiter.

## Règlement de la compétition
Le nombre de participants passe de quatorze à trente-deux.
La compétition est divisée en deux groupes de seize, regroupé en fonction de leur proximité géographique et se dispute selon un système de ligue, où les seize équipes affrontent les quinze autres équipes de leur groupe à deux reprises, une fois à domicile et une fois à l'extérieur, soit un total de trente matches. L'ordre des matches est déterminé par un tirage au sort avant le début de la compétition.
Le classement final est établi sur le nombre des points obtenus lors de chaque rencontre, à raison de deux points par match gagné, un pour un match nul et aucun pour une défaite. Si, deux équipes ont le même nombre de points, les critères établis par le règlement pour départager les équipes sont les suivants :
1. Les confrontations directes entre les équipes à égalité.
2. Si l'égalité persiste, celle qui a le meilleur coefficient de buts.

Les deux premiers de chaque groupe se qualifient pour la phase de promotion. Cette phase se déroulent sur les mêmes critères que la phase régulière. À la fin de cette phase, les deux premiers sont promus en première division, tandis que les deux autres disputent un barrage contre les deux derniers de premiers division pour tenter de décrocher leur place dans l'élite. En bas de classement, le dernier de chaque groupe et relégué en troisième division, alors que le 14e et le 15e de chaque groupe disputent un barrage contre respectivement le 4e et le 3e de chaque groupe de la phase de promotion pour tenter de se maintenir.

## Équipes participantes
| \| Arosa Badalona Baracaldo Erandio Ferrol Gerona Gijón Gimnástica Lérida Lucense Numancia Orensana Osasuna Sabadell Santander Saragosse Albacete Alcoyano Atl. Tétuan Cartagena Castellón Córdoba Elche Grenade Hércules Levante Linense Majorque Mestalla Murcie Plus Utra Salamanque \| Localisation des clubs engagés dans le championnat. |
| Arosa Badalona Baracaldo Erandio Ferrol Gerona Gijón Gimnástica Lérida Lucense Numancia Orensana Osasuna Sabadell Santander Saragosse Albacete Alcoyano Atl. Tétuan Cartagena Castellón Córdoba Elche Grenade Hércules Levante Linense Majorque Mestalla Murcie Plus Utra Salamanque                                                           |

| Arosa Badalona Baracaldo Erandio Ferrol Gerona Gijón Gimnástica Lérida Lucense Numancia Orensana Osasuna Sabadell Santander Saragosse Albacete Alcoyano Atl. Tétuan Cartagena Castellón Córdoba Elche Grenade Hércules Levante Linense Majorque Mestalla Murcie Plus Utra Salamanque |

| Légende : Groupe 1 Groupe 2 |

| Clubs                     | Ville                | Stade                   |
| ------------------------- | -------------------- | ----------------------- |
| Arosa SC                  | Vilagarcía de Arousa | La Lomba                |
| CF Badalona               | Badalone             | Avenida de Navarra (es) |
| CD Baracaldo Altos Hornos | Baracaldo            | Lasesarre               |
| SD Erandio Club           | Erandio              | Ategorri                |
| Club Ferrol               | Ferrol               | Inferniño               |
| Gerona CF                 | Gérone               | Vista Alegre (es)       |
| Real Gijón                | Gijón                | El Molinón              |
| Gimnástica de Torrelavega | Torrelavega          | El Malecón              |
| UD Lérida                 | Lérida               | Campo de Deportes (es)  |
| SG Lucense (es)           | Lugo                 | Los Miñones             |
| CD Numancia               | Soria                | San Andrés              |
| UD Orensana (es)          | Orense               | O Couto                 |
| CA Osasuna                | Pampelune            | San Juan                |
| CD Sabadell               | Sabadell             | Creu Alta               |
| Real Santander SD         | Santander            | El Sardinero            |
| Saragosse CF              | Saragosse            | Torrero                 |

| Clubs              | Ville                     | Stade                           |
| ------------------ | ------------------------- | ------------------------------- |
| Albacete Balompié  | Albacete                  | Parque de los Mártires (es)     |
| CD Alcoyano        | Alcoy                     | El Collao                       |
| Atlético de Tetuán | Tétouan                   | Varela                          |
| Cartagena CF (es)  | Carthagène                | El Almarjal                     |
| CD Castellón       | Castellón de la Plana     | Castalia                        |
| RCD Córdoba (es)   | Cordoue                   | El Arcángel                     |
| Elche CF           | Elche                     | Altabix                         |
| Grenade CF         | Grenade                   | Los Cármenes                    |
| Hércules CF        | Alicante                  | Bardín (en)                     |
| Levante UD         | Valence                   | Vallejo (es)                    |
| RB Linense         | La Línea de la Concepción | La Balompédica                  |
| RCD Majorque       | Palma                     | Es Fortí                        |
| CD Mestalla        | Valence                   | Mestalla                        |
| Real Murcie        | Murcie                    | La Condomina                    |
| AD Plus Ultra      | Madrid                    | Velódromo de Ciudad Lineal (es) |
| UD Salamanque      | Salamanque                | El Calvario                     |

## Compétition

### Groupe 1

#### Classement
| Rang | Équipe                      | Pts | J  | G  | N | P  | Bp | Bc | GA    |
| ---- | --------------------------- | --- | -- | -- | - | -- | -- | -- | ----- |
| 1    | Real Santander SD           | 48  | 30 | 24 | 0 | 6  | 99 | 47 | 2,106 |
| 2    | UD Lérida P                 | 41  | 30 | 20 | 1 | 9  | 76 | 46 | 1,652 |
| 3    | Real Gijón                  | 39  | 30 | 17 | 5 | 8  | 89 | 46 | 1,935 |
| 4    | Saragosse CF P              | 38  | 30 | 17 | 4 | 9  | 77 | 59 | 1,305 |
| 5    | Gimnástica de Torrelavega P | 37  | 30 | 15 | 7 | 8  | 73 | 54 | 1,352 |
| 6    | CD Sabadell R               | 30  | 30 | 13 | 4 | 13 | 84 | 63 | 1,333 |
| 7    | CA Osasuna P                | 28  | 30 | 13 | 2 | 15 | 71 | 77 | 0,922 |
| 8    | UD Orensana (es) P          | 28  | 30 | 11 | 6 | 13 | 44 | 49 | 0,898 |
| 9    | Gerona CF                   | 27  | 30 | 12 | 3 | 15 | 49 | 69 | 0,710 |
| 10   | CD Baracaldo Altos Hornos   | 26  | 30 | 10 | 6 | 14 | 45 | 62 | 0,726 |
| 11   | SG Lucense (es) P           | 25  | 30 | 12 | 1 | 17 | 54 | 65 | 0,831 |
| 12   | Club Ferrol                 | 25  | 30 | 11 | 3 | 16 | 63 | 81 | 0,778 |
| 13   | CD Numancia P               | 24  | 30 | 11 | 2 | 17 | 51 | 71 | 0,718 |
| 14   | SD Erandio Club P           | 24  | 30 | 11 | 2 | 17 | 54 | 86 | 0,628 |
| 15   | CF Badalona                 | 23  | 30 | 11 | 1 | 18 | 66 | 80 | 0,825 |
| 16   | Arosa SC P                  | 17  | 30 | 7  | 3 | 20 | 44 | 84 | 0,524 |

Promotion
- 1er et 2e : qualification pour la phase de promotion

Relégation
- 14e et 15e : qualification pour les barrages de relégation
- 16e : relégation en Tercera División

Abréviations
- R : Relégué de Primera División 1948-1949
- P : Promus de Tercera División 1948-1949

#### Résultats
| Résultats (▼dom., ►ext.)                                   | ARO | BAD | BAR | ERA  | FER | GER | GIJ | GIM | LER | LUC | NUM | ORE | OSA | SAB | SAN | SAR |
| Arosa SC                                                   |     | 3-0 | 1-1 | 3-1  | 3-0 | 2-1 | 2-0 | 2-1 | 2-3 | 1-3 | 2-1 | 0-2 | 2-2 | 0-3 | 1-4 | 0-2 |
| CF Badalona                                                | 5-1 |     | 8-2 | 0-1  | 4-2 | 4-0 | 2-1 | 3-1 | 1-3 | 3-1 | 3-1 | 5-3 | 3-1 | 5-0 | 2-3 | 2-4 |
| CD Baracaldo Altos Hornos                                  | 3-3 | 2-2 |     | 4-1  | 3-2 | 2-0 | 0-4 | 2-1 | 0-0 | 2-1 | 3-1 | 1-1 | 2-1 | 1-1 | 1-2 | 1-0 |
| SD Erandio Club                                            | 6-2 | 5-3 | 4-1 |      | 2-2 | 1-1 | 3-2 | 0-2 | 4-1 | 3-2 | 1-0 | 0-1 | 1-0 | 5-2 | 2-5 | 1-4 |
| Club Ferrol                                                | 7-0 | 4-0 | 1-0 | 3-2  |     | 3-2 | 2-5 | 7-2 | 2-1 | 3-2 | 4-0 | 1-0 | 3-4 | 0-0 | 2-4 | 5-1 |
| Gerona CF                                                  | 4-2 | 3-1 | 2-1 | 3-0  | 5-2 |     | 1-1 | 2-1 | 0-2 | 2-1 | 3-0 | 4-1 | 3-0 | 1-0 | 1-4 | 2-2 |
| Real Gijón                                                 | 6-1 | 3-1 | 2-1 | 3-0  | 2-2 | 5-2 |     | 3-2 | 0-1 | 3-1 | 9-0 | 5-2 | 6-1 | 1-3 | 4-0 | 3-1 |
| Gimnástica de Torrelavega                                  | 4-1 | 4-1 | 2-1 | 3-2  | 3-1 | 4-1 | 2-2 |     | 2-1 | 4-1 | 4-1 | 0-0 | 5-1 | 1-1 | 0-1 | 6-2 |
| UD Lérida                                                  | 3-0 | 6-4 | 1-0 | 3-1  | 6-1 | 4-0 | 1-2 | 3-1 |     | 9-2 | 6-2 | 4-1 | 5-4 | 3-2 | 1-2 | 1-2 |
| SG Lucense (es)                                            | 3-2 | 5-0 | 0-1 | 5-1  | 5-0 | 2-0 | 2-1 | 1-2 | 0-1 |     | 1-2 | 1-0 | 3-0 | 1-0 | 2-1 | 1-2 |
| CD Numancia                                                | 4-1 | 2-0 | 2-3 | 4-0  | 5-0 | 6-0 | 2-0 | 1-1 | 0-1 | 1-3 |     | 3-0 | 3-2 | 1-1 | 2-1 | 2-1 |
| UD Orensana (es)                                           | 1-0 | 5-0 | 4-2 | 1-2  | 5-0 | 3-0 | 1-1 | 1-1 | 0-1 | 1-1 | 2-0 |     | 1-0 | 3-1 | 1-0 | 1-1 |
| CA Osasuna                                                 | 1-0 | 4-0 | 2-0 | 4-1  | 2-0 | 3-0 | 3-7 | 5-5 | 5-2 | 4-1 | 4-1 | 3-1 |     | 6-2 | 0-2 | 1-0 |
| CD Sabadell                                                | 5-1 | 2-1 | 3-2 | 11-1 | 5-1 | 3-4 | 2-4 | 3-4 | 0-1 | 4-2 | 6-2 | 5-1 | 8-1 |     | 4-1 | 5-1 |
| Real Santander SD                                          | 3-2 | 6-3 | 4-1 | 4-1  | 2-0 | 5-2 | 3-2 | 2-3 | 4-1 | 8-0 | 5-0 | 4-1 | 6-4 | 7-2 |     | 4-1 |
| Saragosse CF                                               | 5-4 | 2-0 | 6-2 | 7-2  | 6-3 | 4-0 | 2-2 | 2-2 | 2-1 | 4-1 | 4-2 | 3-0 | 4-3 | 1-0 | 1-2 |     |
| - Victoire à domicile - Match nul - Victoire à l'extérieur |     |     |     |      |     |     |     |     |     |     |     |     |     |     |     |     |

### Groupe 2

#### Classement
| Rang | Équipe               | Pts  | J  | G  | N | P  | Bp | Bc | GA    |
| ---- | -------------------- | ---- | -- | -- | - | -- | -- | -- | ----- |
| 1    | CD Alcoyano R        | 41   | 30 | 19 | 3 | 8  | 69 | 41 | 1,683 |
| 2    | Real Murcie          | 38   | 30 | 18 | 2 | 10 | 80 | 49 | 1,633 |
| 3    | AD Plus Ultra P      | 38   | 30 | 17 | 4 | 9  | 68 | 52 | 1,308 |
| 4    | UD Salamanque P      | 34   | 30 | 16 | 2 | 12 | 55 | 68 | 0,809 |
| 5    | Atlético de Tetuán P | 33   | 30 | 15 | 3 | 12 | 55 | 40 | 1,375 |
| 6    | CD Mestalla          | 33   | 30 | 14 | 5 | 11 | 45 | 52 | 0,865 |
| 7    | Albacete Balompié P  | 31   | 30 | 14 | 3 | 13 | 73 | 54 | 1,352 |
| 8    | RCD Córdoba (es) P   | 31   | 30 | 12 | 7 | 11 | 61 | 55 | 1,109 |
| 9    | Grenade CF           | 30   | 30 | 14 | 2 | 14 | 71 | 53 | 1,340 |
| 10   | Hércules CF          | 29   | 30 | 12 | 5 | 13 | 58 | 50 | 1,160 |
| 11   | RCD Majorque P       | 29   | 30 | 13 | 3 | 14 | 62 | 61 | 1,016 |
| 12   | RB Linense P         | 27   | 30 | 10 | 7 | 13 | 75 | 76 | 0,987 |
| 13   | Levante UD           | 25   | 30 | 8  | 9 | 13 | 46 | 77 | 0,597 |
| 14   | Elche CF P           | 23-2 | 30 | 11 | 3 | 16 | 46 | 67 | 0,687 |
| 15   | Cartagena CF (es) P  | 21   | 30 | 10 | 1 | 19 | 54 | 69 | 0,783 |
| 16   | CD Castellón         | 15   | 30 | 6  | 3 | 21 | 23 | 77 | 0,299 |

Promotion
- 1er et 2e : qualification pour la phase de promotion

Relégation
- 14e et 15e : qualification pour les barrages de relégation
- 16e : relégation en Tercera División

Abréviations
- R : Relégué de Primera División 1948-1949
- P : Promus de Tercera División 1948-1949

1. ↑  L'Elche CF s'est vu retiré deux points après qu'il ne se soit pas présenté pour disputer les 17 dernières minutes du match contre le Real Murcie, lors de la 28e journée.

#### Résultats
| Résultats (▼dom., ►ext.)                                   | ALB | ALC | ATT | CAR | CAS | COR | ELC | GRE | HER | LEV | LIN | MAJ | MES | MUR | PLU | SAL  |
| Albacete Balompié                                          |     | 2-1 | 3-2 | 6-3 | 5-0 | 3-0 | 2-1 | 6-1 | 1-0 | 5-1 | 1-1 | 3-2 | 1-2 | 5-3 | 5-0 | 10-0 |
| CD Alcoyano                                                | 2-1 |     | 4-1 | 4-1 | 2-0 | 3-1 | 4-1 | 2-1 | 3-1 | 3-0 | 3-0 | 3-1 | 2-2 | 5-2 | 2-0 | 5-1  |
| Atlético de Tetuán                                         | 3-0 | 0-0 |     | 2-0 | 4-0 | 4-0 | 4-0 | 0-2 | 5-1 | 6-0 | 2-0 | 2-0 | 3-0 | 1-0 | 2-0 | 2-1  |
| Cartagena CF (es)                                          | 0-3 | 4-1 | 0-1 |     | 1-2 | 4-1 | 2-0 | 3-0 | 4-1 | 2-0 | 6-2 | 4-2 | 2-1 | 1-5 | 1-1 | 6-0  |
| CD Castellón                                               | 2-0 | 0-2 | 2-0 | 2-0 |     | 1-0 | 3-1 | 0-2 | 1-5 | 0-0 | 1-1 | 1-5 | 0-2 | 1-4 | 0-1 | 0-1  |
| RCD Córdoba (es)                                           | 3-0 | 5-3 | 1-1 | 2-1 | 1-1 |     | 3-0 | 2-1 | 2-1 | 4-4 | 5-0 | 3-0 | 6-1 | 4-2 | 1-1 | 3-0  |
| Elche CF                                                   | 4-2 | 1-2 | 3-1 | 3-1 | 4-0 | 1-0 |     | 1-0 | 2-2 | 3-2 | 2-0 | 4-3 | 1-0 | 0-1 | 1-0 | 1-2  |
| Grenade CF                                                 | 4-2 | 0-0 | 3-1 | 6-1 | 6-0 | 1-2 | 3-1 |     | 0-2 | 8-1 | 9-2 | 2-0 | 3-2 | 1-0 | 2-2 | 7-2  |
| Hércules CF                                                | 2-0 | 1-2 | 0-2 | 4-1 | 3-0 | 2-2 | 3-0 | 1-3 |     | 3-2 | 5-1 | 2-1 | 1-2 | 3-0 | 1-2 | 6-0  |
| Levante UD                                                 | 2-2 | 0-1 | 1-1 | 1-0 | 4-1 | 2-2 | 4-3 | 3-2 | 1-1 |     | 2-0 | 2-2 | 1-1 | 1-1 | 3-2 | 4-2  |
| RB Linense                                                 | 1-1 | 1-2 | 5-1 | 8-2 | 7-3 | 1-1 | 8-2 | 2-1 | 2-2 | 4-0 |     | 4-0 | 4-1 | 4-2 | 3-1 | 1-1  |
| RCD Majorque                                               | 3-1 | 2-1 | 4-2 | 1-0 | 2-1 | 3-2 | 2-2 | 3-1 | 0-1 | 6-1 | 6-4 |     | 1-1 | 3-2 | 6-1 | 1-0  |
| CD Mestalla                                                | 1-0 | 3-2 | 3-2 | 2-0 | 3-0 | 3-1 | 1-1 | 3-1 | 1-1 | 1-3 | 2-1 | 1-0 |     | 1-0 | 0-1 | 3-0  |
| Real Murcie                                                | 6-1 | 3-1 | 1-0 | 2-1 | 3-0 | 4-2 | 6-1 | 2-0 | 4-2 | 6-1 | 4-2 | 5-2 | 6-1 |     | 1-0 | 2-1  |
| AD Plus Ultra                                              | 2-1 | 2-1 | 4-0 | 4-2 | 4-0 | 4-1 | 4-1 | 2-1 | 4-1 | 2-0 | 6-4 | 2-1 | 6-1 | 3-3 |     | 6-3  |
| UD Salamanque                                              | 2-1 | 4-3 | 2-0 | 2-1 | 4-1 | 3-1 | 2-1 | 5-0 | 2-0 | 3-0 | 2-2 | 3-0 | 2-0 | 1-0 | 4-1 |      |
| - Victoire à domicile - Match nul - Victoire à l'extérieur |     |     |     |     |     |     |     |     |     |     |     |     |     |     |     |      |

### Phase de promotion

#### Classement
| Rang | Équipe            | Pts | J | G | N | P | Bp | Bc | GA    |
| ---- | ----------------- | --- | - | - | - | - | -- | -- | ----- |
| 1    | Real Santander SD | 9   | 6 | 4 | 1 | 1 | 20 | 8  | 2,500 |
| 2    | UD Lérida P       | 6   | 6 | 3 | 0 | 3 | 14 | 15 | 0,933 |
| 3    | Real Murcie       | 5   | 6 | 2 | 1 | 3 | 13 | 15 | 0,867 |
| 4    | CD Alcoyano R     | 4   | 6 | 2 | 0 | 4 | 10 | 19 | 0,526 |

Promotion
- 1er et 2e : promotion en Primera División
- 3e et 4e : qualification pour les barrages de promotion

Abréviations
- R : Relégué de Primera División 1948-1949
- P : Promu de Tercera División 1948-1949

#### Résultats
| Résultats (▼dom., ►ext.)                                   | ALC | LER | MUR | SAN |
| CD Alcoyano                                                |     | 4-1 | 4-2 | 1-2 |
| UD Lérida                                                  | 4-1 |     | 4-1 | 3-2 |
| Real Murcie                                                | 4-0 | 3-1 |     | 2-2 |
| Real Santander SD                                          | 6-0 | 4-1 | 4-1 |     |
| - Victoire à domicile - Match nul - Victoire à l'extérieur |     |     |     |     |

### Barrages de promotion / relégation

#### Primera División / Segunda División
À la fin de la saison, les deux derniers, à savoir le 13e et 14e, de Primera División affronte respectivement le 4e et le 3e de la phase de promotion de Segunda División en un match unique disputé à Barcelone et à Madrid, les vainqueurs obtiennent leur place en Primera División 1950-1951 et les perdants obtiennent leur place en Segunda División 1950-1951.
| 2 juillet 1950 | Gimnástico de Tarragone (D1)     | 3 – 6 ap              | (D2) CD Alcoyano                                                    | Stade de Sarrià, Barcelone          |                                     |
|                | Bravo 34e · Alsúa 51e (pen.) 68e | (1 – 2, 3 – 3, 3 – 5) | 6e Nasio · 37e (pen.) Bolinches · 78e 91e 95e Quisco · 113e Vinuesa | Arbitrage : Rafael García Fernández | Arbitrage : Rafael García Fernández |
|                | Rapport                          |                       |                                                                     | Arbitrage : Rafael García Fernández | Arbitrage : Rafael García Fernández |

| 2 juillet 1950 | Real Oviedo (D1) | 0 – 2   | (D2) Real Murcie          | Stadium Metropolitano, Madrid   |                                 |
|                |                  | (0 – 0) | 50e Magritas · 81e Blanco | Arbitrage : José Barderi Gibert | Arbitrage : José Barderi Gibert |
|                | Rapport          |         |                           | Arbitrage : José Barderi Gibert | Arbitrage : José Barderi Gibert |

Le Gimnástico de Tarragone et le Real Oviedo sont relégués en Segunda División et le CD Alcoyano et le Real Murcie sont promus en Primera División.

#### Segunda División / Tercera División
À la fin de la saison, le 14e et le 15e de chaque groupe de Segunda División affronte respectivement le 4e et le 3e de chaque groupe de la phase de promotion de Tercera División en un match unique disputé à Saragosse, à Lérida, à Grenade et à Alicante, les vainqueurs obtiennent leur place en Segunda División 1950-1951 et les perdant obtiennent leur place en Tercera División 1950-1951.
| 9 juillet 1950 | SD Erandio Club (D2) | 1 – 3   | (D3) CD San Andrés | Stade de Torrero, Saragosse               |                                           |
|                | Garín 44e            | (1 – 2) | 25e 38e 47e Vivet  | Arbitrage : Julián Alejandro Arqué Martín | Arbitrage : Julián Alejandro Arqué Martín |
|                | Rapport              |         |                    | Arbitrage : Julián Alejandro Arqué Martín | Arbitrage : Julián Alejandro Arqué Martín |

| 9 juillet 1950 | CF Badalona (D2)                                                  | 6 – 1   | (D3) CD Tortosa (es) | Campo de Deportes (es), Lérida       |                                      |
|                | Serratusell 24e 63e 82e (pen.) · Enguix 55e · Vila 86e · Hill 90e | (1 – 1) | 23e Toha             | Arbitrage : Francisco Giménez Molina | Arbitrage : Francisco Giménez Molina |
|                | Rapport                                                           |         |                      | Arbitrage : Francisco Giménez Molina | Arbitrage : Francisco Giménez Molina |

| 9 juillet 1950 | Elche CF (D2) | 0 – 2 | (D3) SD Ceuta (es) | Stade de Los Cármenes, Grenade |  |
|                |               |       |                    |                                |  |

| 9 juillet 1950 | Cartagena CF (es) (D2) | 2 – 2 ap              | (D3) Imperial CF (es)                    | Stade Bardín (en), Alicante       |                                   |
|                | Guti 12e · Eduardo 71e | (1 – 0, 2 – 2, 2 – 2) | 57e (pen.) Rodríguez · 77e Sornichero II | Arbitrage : Enrique Marrón Martín | Arbitrage : Enrique Marrón Martín |
|                | Rapport                |                       |                                          | Arbitrage : Enrique Marrón Martín | Arbitrage : Enrique Marrón Martín |

Le match s'étant terminé sur un nul, après les prolongations, le match doit être rejoué, 2 jours plus tard.
| 11 juillet 1950 | Cartagena CF (es) (D2)          | 3 – 0   | (D3) Imperial CF (es) | Stade Bardín (en), Alicante              |                                          |
|                 | Lucas 8e · Roca 28e · Jover 62e | (2 – 0) |                       | Arbitrage : Nivario de la Cruz Hernández | Arbitrage : Nivario de la Cruz Hernández |
|                 | Rapport                         |         |                       | Arbitrage : Nivario de la Cruz Hernández | Arbitrage : Nivario de la Cruz Hernández |

Le SD Erandio Club et le Elche CF sont relégués en Tercera División et le CD San Andrés et le SD Ceuta (es) sont promus en Segunda División. Alors que, le CF Badalona, le CD Tortosa (es), le Cartagena CF (es) et l'Imperial CF (es) restent dans leur division respective.

## Bilan de la saison
| Championnat d'Espagne de football de deuxième division 1949-1950 |                               |
| Champion                                                         | Real Santander SD (1er titre) |
| Dauphin                                                          | UD Lérida                     |
| Promotions et relégations                                        |                               |
| Promus en Primera División                                       | Real Santander SD             |
| Promus en Primera División                                       | UD Lérida                     |
| Promus en Primera División                                       | Real Murcie                   |
| Promus en Primera División                                       | CD Alcoyano                   |
| Relégués en Segunda División                                     | Gimnástico de Tarragone       |
| Relégués en Segunda División                                     | Real Oviedo                   |
| Promus en Segunda División                                       | CD Logroñés                   |
| Promus en Segunda División                                       | UD Huesca (es)                |
| Promus en Segunda División                                       | CD San Andrés                 |
| Promus en Segunda División                                       | UD Melilla                    |
| Promus en Segunda División                                       | UD Las Palmas                 |
| Promus en Segunda División                                       | SD Ceuta (es)                 |
| Relégués en Tercera División                                     | SD Erandio Club               |
| Relégués en Tercera División                                     | Arosa SC                      |
| Relégués en Tercera División                                     | Elche CF                      |
| Relégués en Tercera División                                     | CD Castellón                  |